# John Lynch Phillips
John Lynch Phillips (Fort Belvoir, 15 aprile 1951) è un ex astronauta statunitense. Ha partecipato alle due missioni spaziali brevi STS-100 (2001) e STS-119 (2009), e una di lunga durata Sojuz TMA-6/Expedition 11 (2005).

## Biografia
Phillips è nato in Virginia, è sposato con Laura Jean Doell ed ha due figli. Gli piace sciare, andare in kayak, l'escursionismo, stare in famiglia e varie attività di fitness.
Nel 1972 ha conseguito un Bachelor of science in matematica ed in russo presso l'accademia navale degli Stati Uniti d'America; nel 1974 un master in sistemi aeronautici presso l'Università della Virginia; Nel 1984 un master e nel 1987 un dottorato in geofisica e fisica dello spazio alla UCLA.
Phillips è stato selezionato dalla NASA nell'aprile del 1996. Ha volato nella missione STS-100 dello Shuttle (con Umberto Guidoni) e nella Expedition 11 nella quale ha trascorso circa 176 giorni nella ISS.